# Lunatic (album)
Cet article concerne l'album de Booba. Pour l'album de Jenifer, voir Lunatique (album).
Pour les articles homonymes, voir Lunatic (homonymie).
Albums de Booba
Autopsie Vol. 3
(2009) Autopsie Vol. 4
(2011)
Singles
1. Caesar Palace
Sortie : 15 septembre 2010
2. Ma couleur
Sortie : 1er octobre 2010
3. Jour de paye
Sortie : 16 octobre 2010
4. Paradis
Sortie : 2 novembre 2010
5. Abracadabra
Sortie : 10 janvier 2011
6. Saddam Hauts-de-Seine
Sortie : 7 mars 2011
7. Killer
Sortie : 8 avril 2011
8. Comme une étoile
Sortie : 3 juin 2011

Lunatic est le cinquième album studio du rappeur français Booba, sorti le 22 novembre 2010 sur Tallac Records, et distribué par Because Music. Le titre reprend le nom de l'ancien groupe de Booba, Lunatic. 
L'album a rencontré un succès commercial plus important que son prédécesseur 0.9 et s'est classé en tête des charts français à sa sortie. L'album a en outre suscité un certain enthousiasme chez les critiques.

## Genèse
Le 1er avril 2010, Booba annonce le nom de son cinquième album solo, Lunatic : il l'enregistre alors à Miami. L'ambition est clairement de faire un classique : « C'est comme lorsque tu dessines la nouvelle Ferrari, tu te prends la tête sur chaque courbe ».
Le 19 juillet 2010, Elie Yaffa est en pleine préparation de son cinquième album. Le rappeur passe par la France durant une semaine pour enregistrer avec des artistes français avant de s’envoler pour Miami et finaliser des featurings avec des artistes d'outre-Atlantique. Il annonce sa sortie pour le lundi 22 novembre 2010, en insistant sur le fait qu'il ne repoussera pas son album : « Ça sert à rien de repousser l'album les mecs, le résultat sera le même ».
En juillet 2010, Booba était en studio avec le producteur américain Ryan Leslie (auteur de plusieurs tubes pour des stars américaines comme Cassie). Une vidéo est disponible sur le YouTube officiel du producteur.

Le premier single de l'artiste intitulé Caesar Palace est disponible depuis le mois de septembre. Le clip a été tourné à Las Vegas par Chris Macari.
Le 10 septembre 2010, le  nouveau site de Booba fait son apparition avec notamment la mise en place de réseaux sociaux comme Facebook ou encore Twitter pour suivre l'actualité de l'artiste.
Le 1er octobre 2010, durant l'émission Planète Rap de Skyrock présentée par Fred Musa entre 20h et 21h, le nouveau titre de Booba intitulé Ma Couleur est joué. Comme il l’avait fait dans Pitbull, le rappeur revient sur quelques aspects personnels de sa vie,.
Le 15 octobre 2010 sort le troisième single de l'album en exclusivité sur Générations. Le clip a été tourné dans les rues d'Aulnay-sous-Bois avec la présence du 92I.
La pochette officielle de l'album a été dévoilé le 25 octobre.
Le 2 novembre 2010 sort le quatrième single, il s'intitule Paradis. Une instrumentale composée par un certain S2keyz dont on entend le jingle à l'intro. C'est encore une fois Skyrock qui a eu la chance de pouvoir lancer le titre en exclusivité.
Une application officielle est disponible gratuitement sur l'iPhone App Store depuis le 2 novembre 2010. Le jeu se nomme Boss du Rap Game proposant de recréer son dernier single Ma couleur à partir de 24 samples mélangés.
Lors de la sortie de l'album Lunatic, la chaîne officielle de Booba sur YouTube était en page d’accueil dans la colonne « Vidéos du moment ». Il en était de même sur Dailymotion lors de la sortie de 0.9.
Booba est l'invité du Grand Journal le vendredi 26 novembre sur Canal+
. Il a choisi de chanter le titre Paradis extrait de son dernier album. Après le live, Le Duc de Boulogne a répondu à quelques questions de Michel Denisot et son équipe.
Tout comme pour 0.9, Booba refusa de faire la promotion de l'album dans l’émission Planète Rap animée par Fred Musa.
Le clip Killer est sorti le 8 avril 2011.

## Réception

### Ventes
L'album est entré à la première place des charts français avec 37 000 copies écoulées, dont 7 000 en numérique lors de la première semaine d'exploitation. L'album a en outre été classé 9e au top album belge et 24e en Suisse. 200 000 exemplaires ont été vendus en France.

### Accueil critique
- Waxx Music : « Booba n’est plus un rappeur français. Avec son nouvel album, plus travaillé, éclectique et rentre-dedans que jamais, il se place à un niveau bien au-dessus de tous ses concurrents. À la hauteur des MCs américains qu’il a invités, B2O a provoqué une attente telle qu’on peut parler de lui comme d’un phénomène. Dans un contexte économique et musical morose, [...] il matérialise et écrase de son arrogance implacable tous ses détracteurs. Celui qui semble prendre toujours plus de masse musculaire à chacun de ses albums a entamé une tranquille mais inexorable ascension depuis ses débuts en solo et son mythique Temps mort de 2002. Dix ans après le dernier album de Lunatic, le Duc de Boulogne rend hommage à son ancien groupe tout en marquant son rap d’une rare modernité. »
- SURL Mag : « Le duc de Boulbi met les points sur les IZI d’entrée : il est là pour déchaîner les Enfers. Délits, crimes, femmes, argent, égotrip. Pas de doutes, Lunatic n’inscrit dans la ligne éditoriale de 0.9. Et faut avouer que c’est bien dans ce registre qu’il est inégalable. Booba, c’est avant tout du style et du charisme au micro. Ce nouvel album propose forcément un nombre élevé de punchlines bien senties. [...] Beaucoup ont critiqué l’utilisation abusive de l’Auto-Tune et j’abonde assez dans leur sens. »
- Rap Mag : « Sur ce disque, on retrouve Booba en grande forme, [...] enfilant les punchlines et mettant le rap français à genoux.[...] Pour la première fois peut-être depuis son époque Lunatic, il écrit ses textes en suivant le thème de A à Z. [...] Booba est un poids lourd du rap français. Avec ce disque, il prouve que son titre est loin d'être usurpé. »

## Liste des titres
| 1.    | Les derniers seront les premiers             | Haze                  | 2:00 |
| 2.    | Cæsar Palace (featuring Diddy)               | 2093 & 2031 (Therapy) | 4:10 |
| 3.    | Jimmy deux fois                              | 2093 & 2031 (Therapy) | 3:23 |
| 4.    | Ma couleur                                   | X-plosive             | 4:09 |
| 5.    | Abracadabra                                  | Martians Productions  | 3:45 |
| 6.    | Boss du Rap Game                             | 2093 & 2031 (Therapy) | 4:46 |
| 7.    | Killer                                       | 2093 & 2031 (Therapy) | 4:58 |
| 8.    | Lunatic (featuring Akon)                     | Haze                  | 3:34 |
| 9.    | Jour de paye                                 | 2093 & 2031 (Therapy) | 4:48 |
| 10.   | Si tu savais (featuring 92i (Bram's & Mala)) | J-FASE                | 4:18 |
| 11.   | Comme une étoile                             | Nick BZ               | 3:01 |
| 12.   | Paradis                                      | S2keyz                | 3:53 |
| 13.   | 45 Scientific (featuring Dosseh)             | Martians Productions  | 4:21 |
| 14.   | Top niveau                                   | Sammy Bagdad          | 3:36 |
| 15.   | Réel (featuring T-Pain)                      | Martians Productions  | 3:49 |
| 16.   | Me-Ca (featuring Djé)                        | Animalsons            | 4:35 |
| 17.   | Saddam Hauts-de-Seine                        | 2093 & 2031 (Therapy) | 4:24 |
| 18.   | Fast Life (featuring Ryan Leslie)            | Ryan Leslie           | 4:54 |
| 72:24 |                                              |                       |      |

| 19. | Kojak | 2093 & 2031 (Therapy) | 3:40 |

## Singles
- 2010 : Caesar Palace
- 2010 : Ma couleur
- 2010 : Jour de paye
- 2010 : Paradis

Singles promotionnels
- 2011 : Abracadabra
- 2011 : Saddam Hauts-de-Seine
- 2011 : Killer
- 2011 : Comme une étoile

## Clips vidéos
- Cæsar Palace feat Diddy
- Ma couleur
- Jour de paye
- Abracadabra
- Saddam Hauts-de-Seine
- Killer
- Comme une étoile

## Classement par pays
| Classement | Meilleure position |
| ---------- | ------------------ |
| Belgique   | 9                  |
| France     | 1                  |
| Suisse     | 24                 |

## Certifications
| Pays          | Certifications | Ventes     | Ventes   |
| Pays          | Certifications | Certifiées | Cumulées |
| ------------- | -------------- | ---------- | -------- |
| France (SNEP) | Aucune         | -          | 200 000  |